# Cortapisas en la región Braunau am Inn
Cortapisas en la región Braunau am Inn se refiere a las más de 9.000 (cortapisas) o Stolpersteine que desde 1996 el artista de Colonia (Alemania) Gunter Demnig montó en conmemoración a las víctimas del nacionalsocialismo.

## Obra
El día 11 de agosto de 2006 Demnig montó cortapisas en ocho municipios del distrito Braunau am Inn (Austria), distrito natal de Adolf Hitler, tornándola en la primera comarca austríaca que conmemora a las víctimas del nacionalsocialismo. 
Los cubos son colocados en la acera o la calle delante de la puerta del último domicilio de personas que fueron víctimas de la Alemania nazi. Los once cubos conmemoran a la testigo de Jehová Anna Sax (Braunau am Inn), los cuatro  communistas y socialistas Franz Amberger, Aldolf Wenger (ambos Braunau am Inn), Johann Lenz y Josef Weber (ambos Hackenbuch/Moosdorf), el objetor de conciencia Franz Jägerstätter (Sankt Radegund), el Padre Ludwig Seraphim Binder (Maria Schmolln), el gitano Johann Kerndlbacher (Hochburg-Ach), las víctimas de la justicia militar Franz Braumann (Sankt Veit im Innkreis) y Engelbert Wenger (Altheim) así como Michael Nimmerfahl (Braunau am Inn), asesinado por la Gestapo durante el arresto.
Las cortapisas fueron inauguradas ante políticos locales, prensa y población local.

## Historia
En 1997 la iniciativa artística "KNIE" ya había convidado a Demnig a Oberndorf bei Salzburgo. La involuntaria destrucción de dos "cortapisas" para los Testigos de Jehová Johann y Matthias Nobis en Sankt Georgen bei Salzburgo, el científico político Andreas Maislinger, nativo de la región, invitó a Gunter Demnig a renovar los cubos y colocar otros en el distrito vecino, Braunau am Inn.